# Hereford United Football Club
El Hereford United Football Club fou un club de futbol anglès de la ciutat de Hereford.

## Història

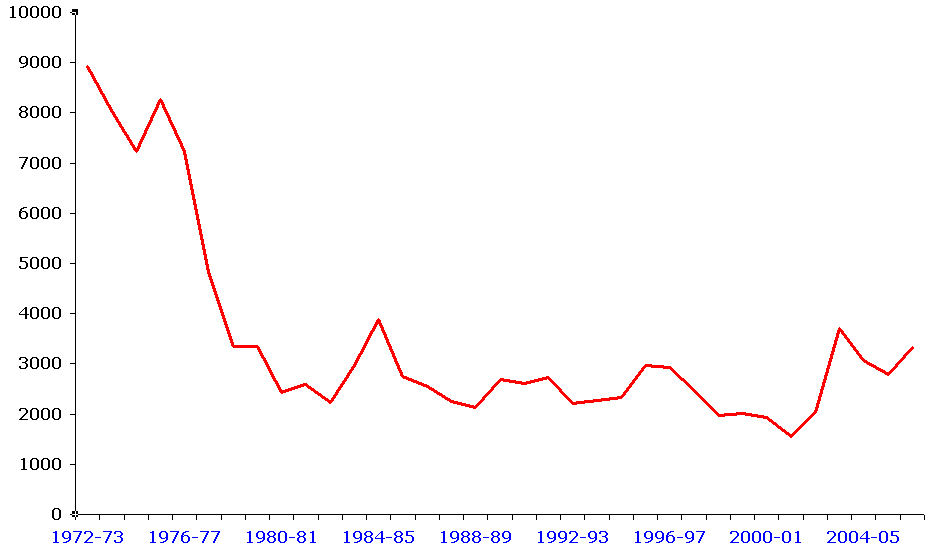
Mitjana espectadors.

El club fou fundat el 1924 per la fusió dels clubs St Martins i RAOC (Rotherwas). Fou escollit per jugar a la Football League el 1972, on jugà durant 31 temporades, destacant la seva participació a segona divisió el temporada 1976-77. Assolí fama a nivell anglès quan l'any 1972, essent un club de la Southern League, derrotà el Newcastle United a la Copa anglesa.

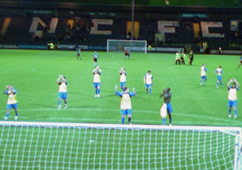
Hereford vs Notts County.

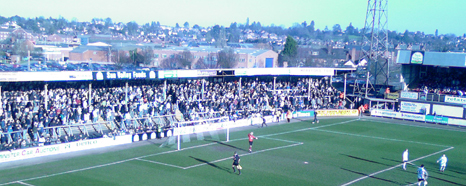
The Meadow End, febrer 2007.

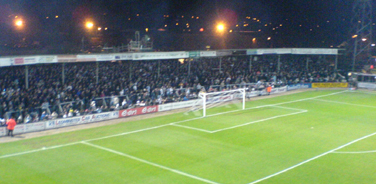
The Meadow End, novembre 2007.

Va desaparèixer l'any 2014, apareixent a la ciutat un nou club anomenat Hereford F.C..

## Palmarès
- Third Division:
  - 1975-76

- Copa gal·lesa de futbol: 
  - 1989-90

- Southern League Cup:
  - 1951-52, 1956-57, 1958-59

## Entrenadors destacats
| Entrenador    | Període                | Categories                                              | Rècord | Rècord | Rècord | Rècord | Rècord | Rècord | Rècord |
| Entrenador    | Període                | Categories                                              | PJ     | PG     | PE     | PP     | PG %   | PE %   | PP %   |
| ------------- | ---------------------- | ------------------------------------------------------- | ------ | ------ | ------ | ------ | ------ | ------ | ------ |
| Graham Turner | 1995-2009, 2010        | Level 3 (1 temp.) Level 4 (4 temp.) Level 5 (9 temp.)   | 606    | 246    | 159    | 201    | 40.59  | 26.24  | 33.17  |
| John Newman   | 1983-1987              | Level 4 (4.5 temp.)                                     | 206    | 77     | 50     | 79     | 37.38  | 24.27  | 38.35  |
| John Sillett  | 1974-1978, 1991-1992   | Level 2 (1 temp.) Level 3 (2.5 temp.) Level 4 (1 temp.) | 204    | 67     | 58     | 79     | 32.84  | 28.43  | 38.73  |
| Colin Addison | (1971)-1974, 1990-1991 | Level 3 (1 temp.) Level 4 (1 temp.)                     | 138    | 50     | 41     | 47     | 36.23  | 29.71  | 34.06  |